# Mórka
Mórka is een plaats in het Poolse district  Śremski, woiwodschap Groot-Polen. De plaats maakt deel uit van de gemeente Śrem en telt 320 inwoners.